# ورزشگاه سوبارو پارک

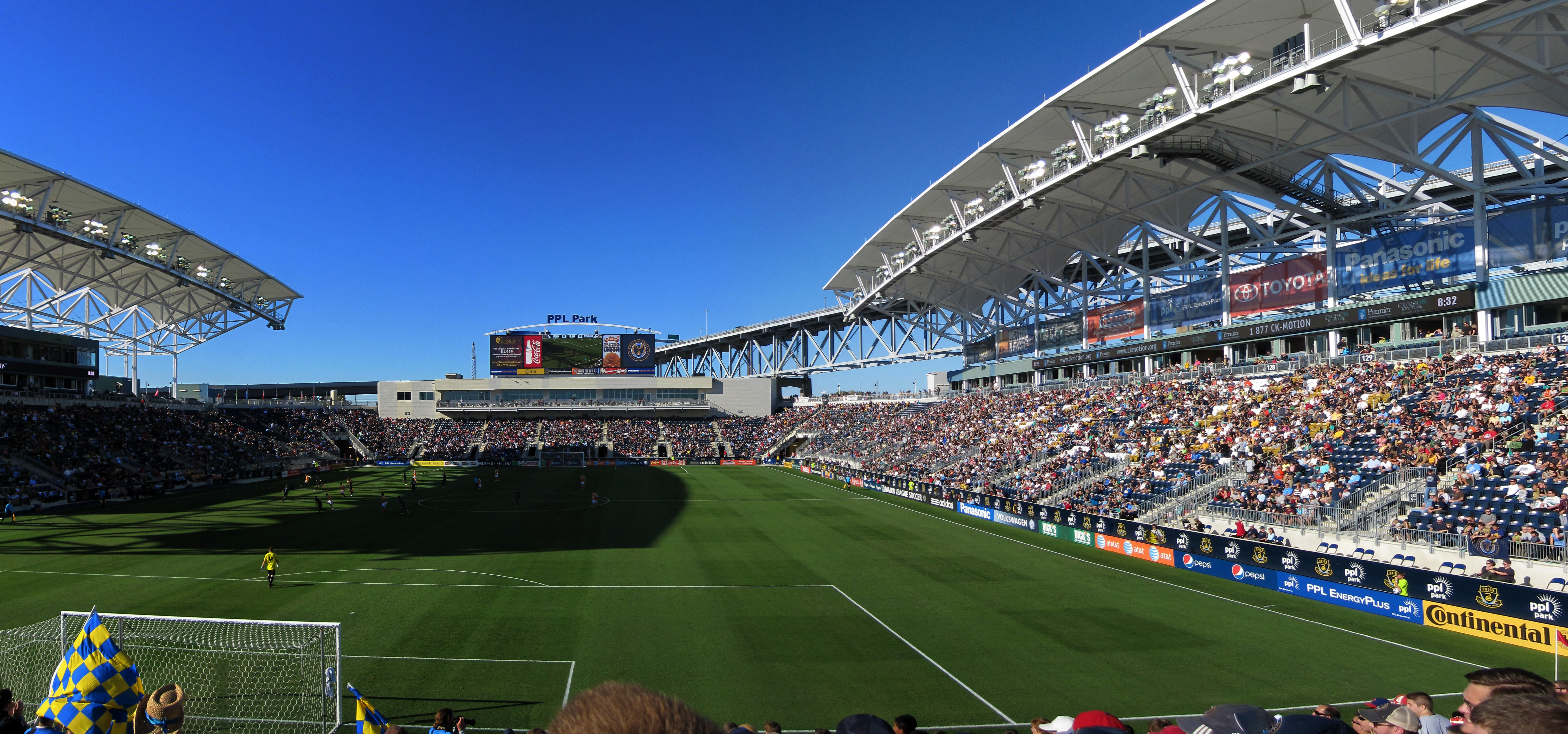

ورزشگاه پی‌پی‌ال پارک (به انگلیسی: PPL Park) با ظرفیت ۱۸٬۵۰۰ نفر در شهر چستر ایالت پنسیلوانیا واقع شده‌است. ابعاد این ورزشگاه ۶۸ در ۱۱۰ متر است. در تاریخ ۲۰۱۰ تأسیس شد و دارای زمین چمن می‌باشد.
این ورزشگاه ورزشگاه خانه تیم فیلادلفیا یونیون است.